# Dicranophragma (Dicranophragma) kashongense
Dicranophragma (Dicranophragma) kashongense is een tweevleugelige uit de familie steltmuggen (Limoniidae). De soort komt voor in het Oriëntaals gebied.